# HNLMS K XI
Le HNLMS K XI ou Zr.Ms. K XI (Pennant number: N53) est un sous-marin, navire de tête  de la classe K XI en service dans la Koninklijke Marine (Marine royale néerlandaise) pendant la Seconde Guerre mondiale.  

## Historique
Comme tous les autres sous-marins de la série K, le K XI a été acheté par le ministère néerlandais des Colonies en tant que patrouilleur pour les Indes néerlandaises.
Le K XI est construit par le chantier naval des Fijenoord à Rotterdam. Avant de partir pour les Indes orientales néerlandaises, il fait une tournée d'exposition en mer Baltique avec le sous-marin O 8, les navires de défense côtière Maarten Harpertszoon Tromp et Jacob Van Heemskerck, et les torpilleurs Z3 et Z5. Au cours de cette tournée, les navires visitent des ports en Lituanie, en Lettonie, en Estonie et en Finlande.
Enfin, le 15 octobre 1925, le K XI, sous le commandement du premier lieutenant G.E.V.L. Beckman, part pour les Indes orientales néerlandaises. Pendant la première partie du voyage à Tunis, le professeur F.A. Vening Meinesz est à bord pour effectuer des mesures de gravité. Le 28 décembre 1925, le K XI arrive à Sabang.

### Seconde Guerre mondiale
De l'attaque allemande sur les Pays-Bas en 1940 jusqu'au moment où le Japon a déclaré la guerre, le K XI opère à partir de Surabaya. Au début de 1941, le K XI fait partie de la 2e division de la flottille sous-marine néerlandaise des Indes orientales, avec les K X, K XII et K XIII. Du 8 décembre 1941 au 23 janvier 1942, le K XI passe sous le commandement opérationnel britannique et effectue des patrouilles à l'Est de la Malaisie.
Du 23 janvier 1942 jusqu'à la chute des Indes orientales néerlandaises en mars 1942, le K XI est en maintenance. Pendant cette période, le navire n'effectue qu'une seule patrouille à l'Ouest de Sumatra. En raison de la chute des Indes orientales néerlandaises, le K XI se réfugie à Colombo. Pendant le voyage vers Colombo, le K XI récupère des survivants du sloop HMAS Yarra, du navire-dépôt Anking et du navire néerlandais Parigi, attaqués et coulés par une flotte japonaise.
À Colombo, le K XI est sous le commandement opérationnel britannique. Le navire est utilisé comme navire cible par la Royal Navy et la Royal Indian Navy pour des exercices de lutte antiaérienne et de lutte contre le terrorisme. À la demande de la Royal Navy, le K XI est transféré à Fremantle, en Australie, le 20 février 1945, et arrive le 22 mars. Le K XI est désaffecté au début du mois d'avril 1945.

### Destin
Le K XI est remorqué jusqu'au HMAS Leeuwin III (Royal Freshwater Bay Yacht Club) où il est partiellement dépouillé et le canon de pont est donné en souvenir au Yacht Club. Le K XI est ensuite remis à la Royal Australian Navy à Fremantle pour être transféré au Comité australien d'élimination des déchets. Remorqué sur le fleuve à North Quay, il coule après qu'une vanne ait été laissée ouverte. Le sous-marin est récupéré six semaines plus tard, le K XI est dépouillé davantage avant d'être remorqué vers le site du "Ships Graveyard" à l'ouest de l'île Rottnest et démoli en septembre 1946.

## Commandants
- Luitenant ter zee 2e klasse (Lt.) Henri Charles Besançon du 6 mars 1939 au 9 septembre 1940
- Luitenant ter zee 1er klasse (Lt.Cdr.) Adolf Hendrik Deketh du 29 mars 1941 au 1er octobre 1943
- Luitenant ter zee 1re klasse (Lt.Cdr.) Paulus Gijsbertus de Back du 1er octobre 1943 au 10 avril 1945